# Härjedalen (commune)
Pour les articles homonymes, voir Härjedalen (homonymie).
La commune de Härjedalen est une commune suédoise du comté de Jämtland. 10 224 personnes y vivent. Son siège se trouve à Sveg. Les frontières de cette commune correspondent en gros à celles de la province historique de Härjedalen.

## Localités
- Älvros
- Bruksvallarna
- Funäsdalen
- Hede
- Hedeviken
- Herrö
- Långå
- Lillhärdal
- Linsell
- Lofsdalen
- Nilsvallen
- Norr-Hede
- Sveg
- Tännäs
- Tänndalen
- Ulvkälla
- Vemdalen
- Vemhån
- Ytterhogdal